# 函館中華会館

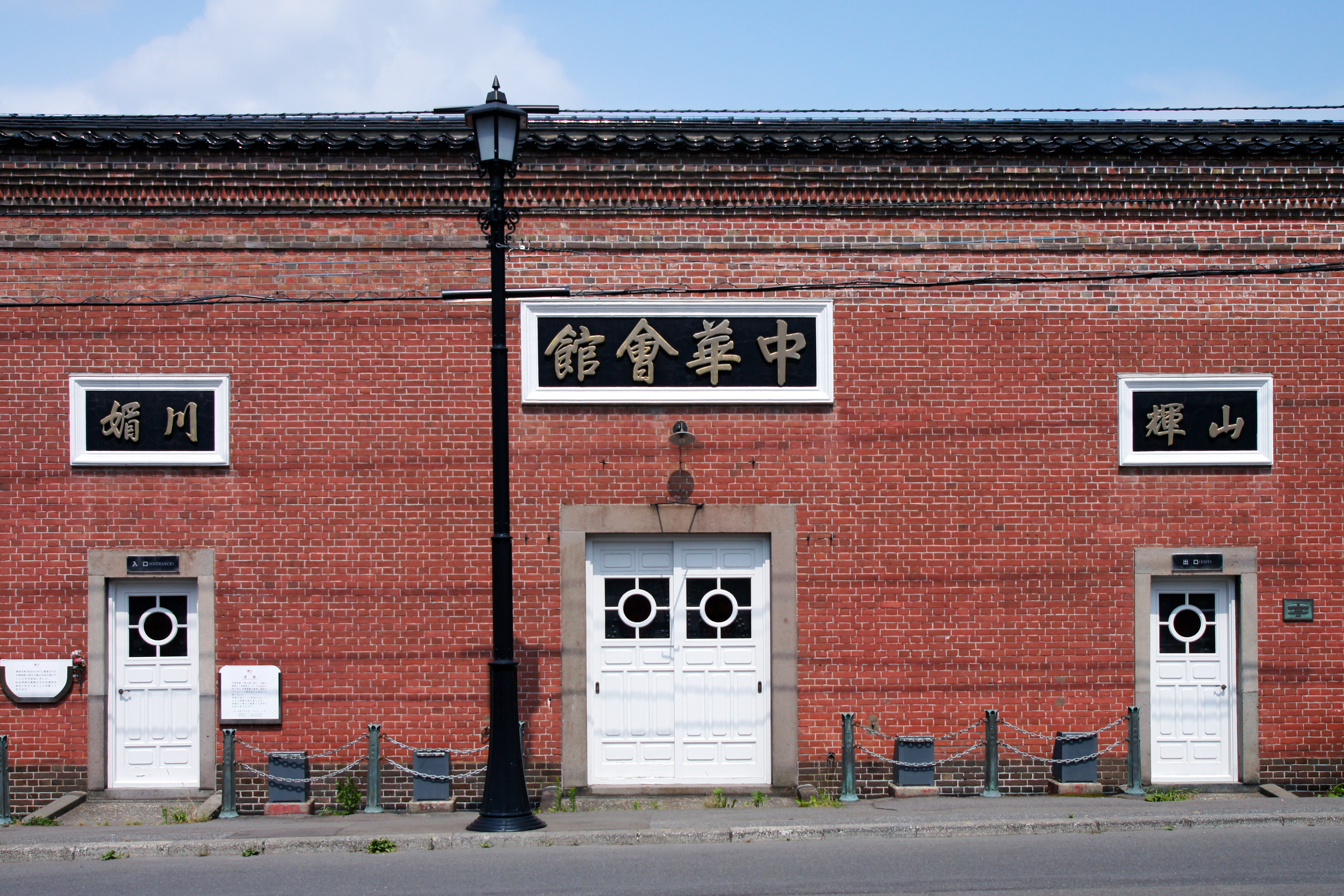
正面玄関

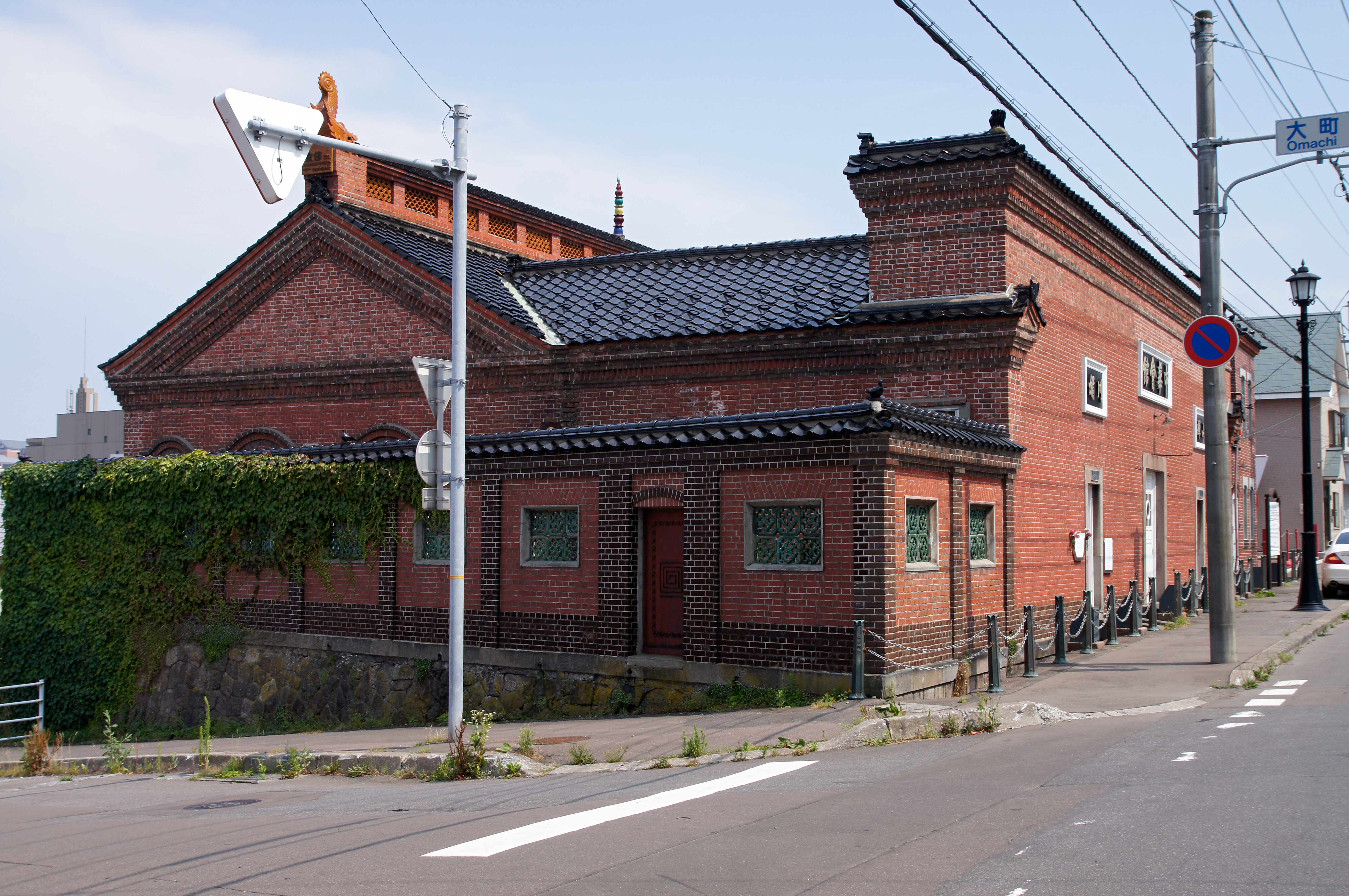
側面

函館中華会館、 凾館中蕐㑹館（はこだてちゅうかかいかん）は、北海道函館市大町にある歴史的建造物。函館華僑により、1906年(明治39年)12月8日に洋館風の建物として建設されたが、翌年の大火で焼失し、1910年(明治43年)に現在の関帝廟形式の建物が完成した。

## 概要
日本国内で唯一現存する清朝末期の建築物。中国人の集会場として建設された。現存する建物は函館市在住の華僑たちが中心となって資材はもとより設計者や技師も中国から集めて建設され、1910年(明治43年)に完成した。
壁に赤レンガを使用し、釘を一本も使わない清朝末期の建築様式で、登録有形文化財に登録、および函館市指定景観形成建造物に指定されている。かつては（2000年頃まで）一般公開されていたが、入場者の減少や建物の老朽化などを理由に一般公開を休止。期間限定で公開されたこともあるが、現在、外観のみ見学可能となっている。
建物は社団法人函館中華会館が所有している。

## データ
- 住所：北海道函館市大町1-12
- 公開の状況：建物内部は現在非公開。外観のみ見学可